# 小室安未
小室 安未（こむろ あみ、1997年1月19日 - ）は、日本の女性ファッションモデル、タレント、女優である。東京都江戸川区出身。エイベックス・マネジメント所属。

## 経歴
東京都生まれ。明治学院大学在籍中にスカウトを受け、2016年（平成28年）に芸能界入り。
2018年（平成30年）フジテレビ・Netflixのリアリティー番組『テラスハウス』で、ちょっぴり毒舌な「塩キャラ」で異彩を放つ。自分に正直な姿が共感を呼びファンが急増し、SNSフォロワー数が28万人を超える（2023年現在）。当時大学3年生だった小室は芸能活動継続か、就職か選択する姿が同世代の共感を得た。同年8月に発売した自身のLINE公式スタンプ「あみの世界から消えるスタンプ」がクリエイターズランキング1位に輝く。同年8月18日、フジテレビ『ほんとにあった怖い話』で女優デビュー。
大学卒業後、2019年（令和元年）女性誌『CanCam』8月号（6月22日発売）から専属モデルに就任。
2020年（令和2年）10月からYouTubeチャンネル『こむろあみ。』を開設。
2023年（令和5年）4月から日本テレビ『ZIP!』のコーナー「流行ニュース キテルネ!」リポーターに就任。

## 人物
- 文部科学省後援・日本化粧品検定1級を取得[9]。
- 丸く大きな瞳の可愛らしいルックスだが、性格はサバサバ[2]。
- CanCam専属モデルに選ばれた理由を編集長・高田浩樹は「丸くて大きな瞳が印象的。驚くほどの小顔で、バランスも抜群です。見た目の可愛さはもちろんですが、何よりも魅力的なのはそのキャラクター。女性たちから支持されている”素直な自分”を出すことに臆さないその姿勢は、忖度しないこれからの時代を象徴している存在だ」と発言する[2]。
- 中学時代からモデルを目指していた。中学生の頃に読んでいた雑誌のモデルの存在感やファッションが好きで、小室もまた、いつの間にか自身から発信する側になりたいと思うようになった。大学卒業後は就職しようと思ったこともあったが、テラスハウスのオーディションで出会ったモデルを見て芸能界の道を選んだ[2]。
- 小学校6年生までバレエを習っていた。高校の部活でダンスをやっていた[10]。

## 出演

### ファッションショー
- 東京ガールズコレクション（2018年 - ）
- KANSAI COLLECTION（2018年 - ）[11]
- OKINAWA COLLECTION(沖縄コレクション) 2023（2023年9月24日、波の上うみそら公園）[12]
- Rakuten GirlsAward 2023 AUTUMN/WINTER（2023年9月30日、幕張メッセ）[13]
- ミュゼプラチナム Presents SAPPORO COLLECTION 2023 AUTUMN／WINTER（2023年11月4日、北海きたえーる）[14]

### アパレルモデル
- 『LILYBROWN・PROPORTION・Lilou de chouchou』[15]

### 広告
- クチコミアプリ『LIPS』[16]
- 第一生命『ジャスト』webCM
- ユニリーバ『LUX』LUXgirl
- ABC-Mart × NIKE『AirMax』シリーズ[17]
- アシックスジャパン WEBCM[18]

### ドラマ
- ほんとにあった怖い話（フジテレビ） - 大沢怜奈 役[5][19]
- 神酒クリニックで乾杯を（BSテレ東） - 佐野まりあ 役[20][19]
- 僕等の物語『恋禁ハウスルール』（YouTubeチャンネル） - 川上玲奈 役[21]
- ギルティ～この恋は罪ですか?～（読売テレビ）[19]
- 年下彼氏（朝日放送テレビ） - エリ（ヒロイン） 役[22]
- わたしたちの家（YouTubeチャンネル） - 美雨 役
- あのコの夢を見たんです。（テレビ東京） - 美山ありす 役
- 競争の番人（フジテレビ）- 花嫁 役[23]

### バラエティ
- テラスハウス（フジテレビ・Netflix）[24][19]
- シンデレラガールズトーク #うだカフェ（ABEMA） - イマドキ女子[25]

#### 情報番組
- ZIP! （日本テレビ、2023年4月） - キテルネ！レポーター

### ミュージックビデオ
- 遊助『君の夜に幸せが降れ 遊turning Rude-α』[27]
- 秦基博 × UNITED ARROWS green label relaxing『Trick me』[28]

### その他
- LINEクリエイターズスタンプ『あみの世界から消えるスタンプ』[4]
- cスキンケアブランド『mul clear』クリエイティブディレクター[29]

## CD
- CanCam創刊40周年記念ソング『I Can』（avex trax、2022年11月16日発売）
  - 小室安未、トラウデン直美、楓、まい（chay）、宮本茉由、石川恋、中条あやみ、菜波、ほのか、生見愛瑠の10人が歌唱[30]

【MV】https://www.youtube.com6PoB07APA4E

## 書籍

### 雑誌連載
- CanCam（小学館） - 専属モデル[31]
- 美人百花（角川春樹事務所）[32]